# Zilog Z8000

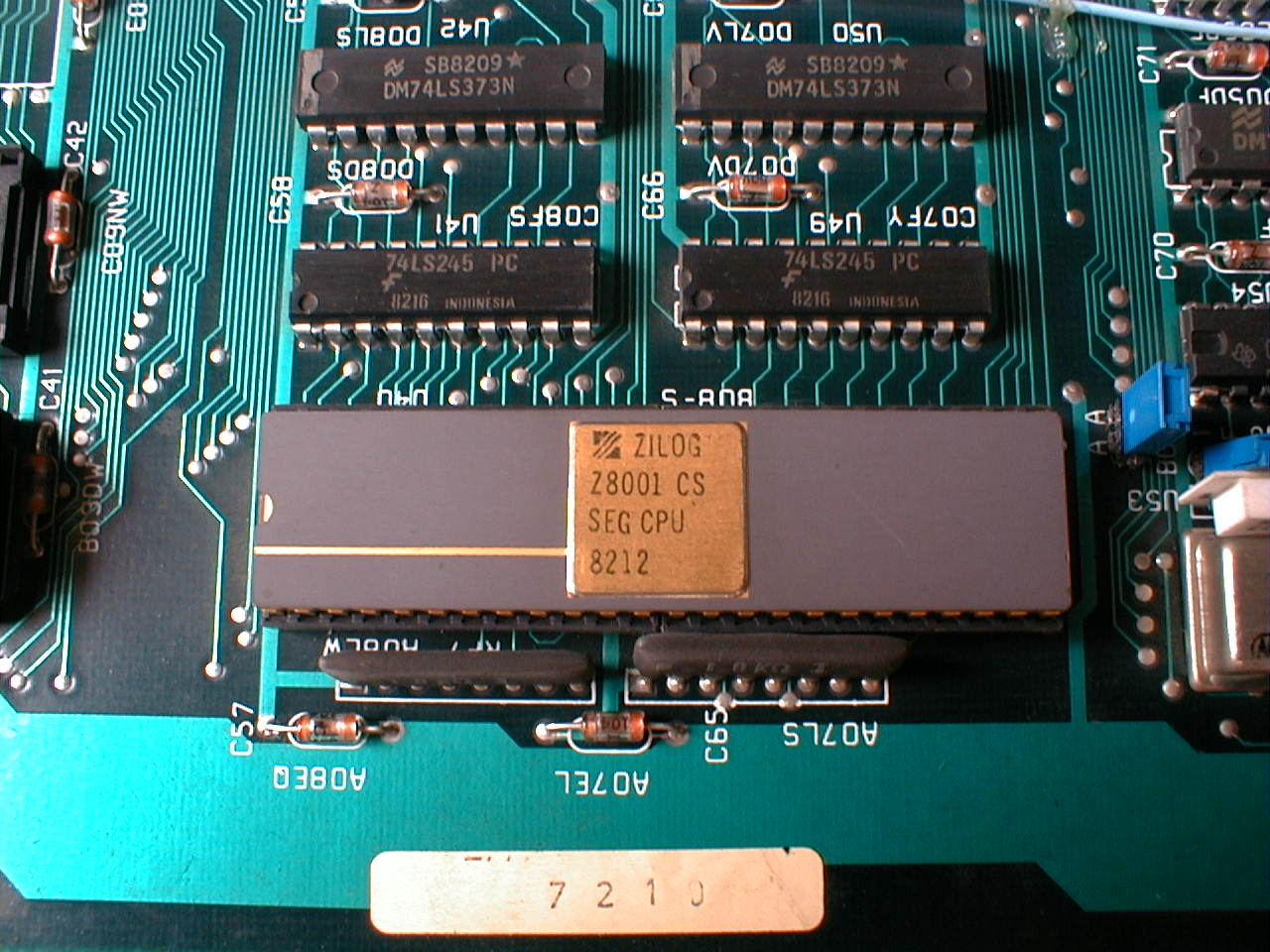
La CPU Zilog Z8001 sulla scheda madre di un Olivetti M20

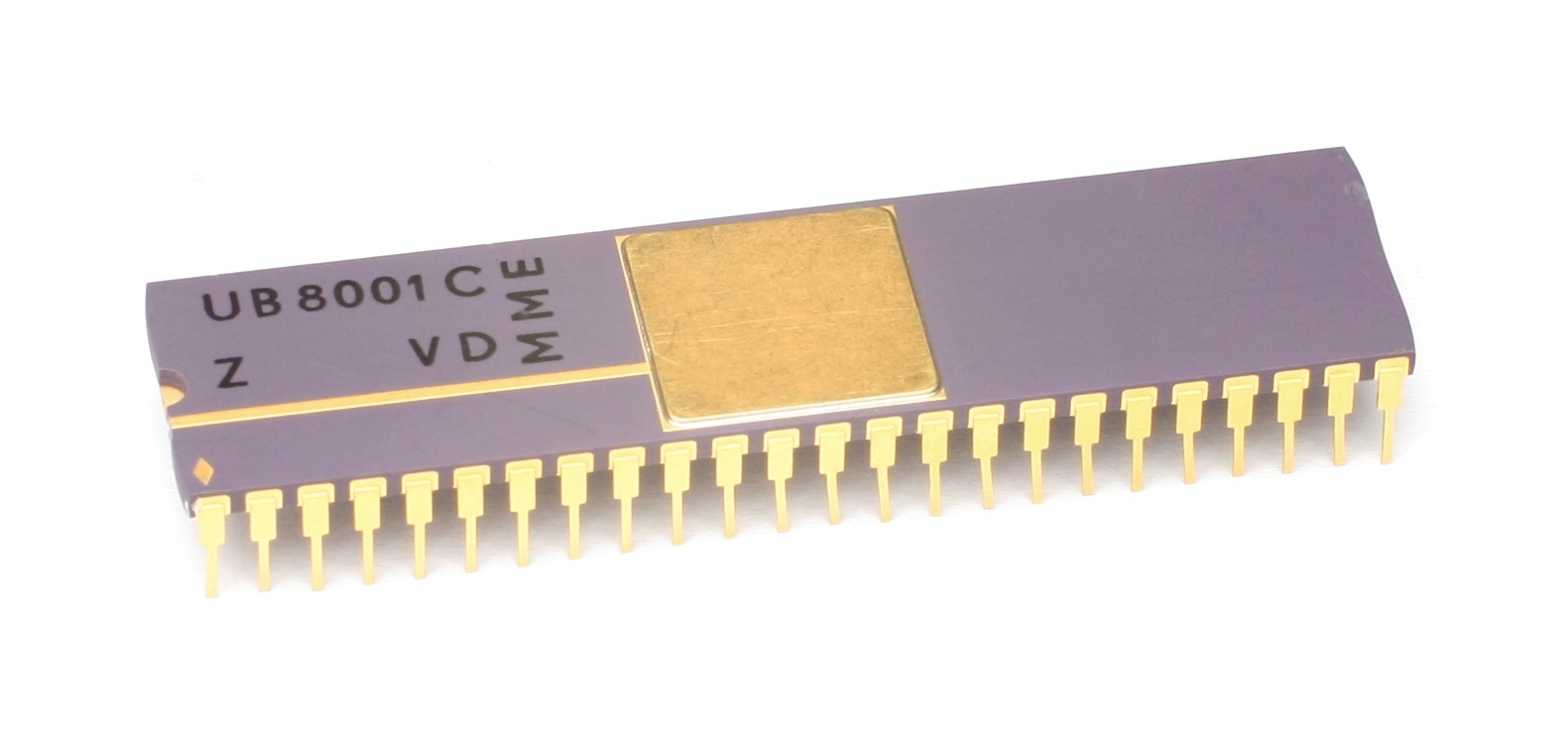
Il MME UB8001C clone dello Z8001 prodotto nella GDR.

Lo Z8000 è un microprocessore a 16 bit prodotto da Zilog nel 1979. L'architettura del processore fu disegnata da Bernard Peuto mentre la logica e l'implementazione fisica furono curate da Masatoshi Shima. Lo Z8000 non era compatibile con lo Z80 e non fu largamente impiegato. 

## Caratteristiche
Il processore è dotato di una architettura a 16 bit. Alcune versioni adottano un registro a 7 bit per gestire la segmentazione della memoria che estende lo spazio di indirizzamento a 8 MB. Il chip contiene 16 registri a 16 bit ma sono presenti alcune istruzioni che li impiegano a 8, 16, 32 e 64 bit. Il set di registri è completamente ortogonale (ciò significa che ogni registro può essere usato nella stessa maniera e con le stesse istruzioni degli altri). I registri 14 e 15 sono generalmente utilizzati per gestire lo stack: il primo identifica il segmento dello stack, il secondo come puntatore. Il chip opera sia in modalità utente che in modalità kernel e, come lo Z80, anche lo Z8000 include internamente la circuiteria per l'aggiornamento della DRAM.
Nonostante queste interessanti caratteristiche rispetto ai processori del tempo, lo Z8000 non risultava particolarmente veloce ed aveva alcuni problemi, finendo lentamente con l'essere soppiantato dai processori della famiglia x86.
Lo Z8000 fu seguito dallo Zilog Z80000 a 32 bit.

## Sistemi basati sulla CPU Zilog Z8000
Lo Z8000 fu usato dalla Namco nella serie di videogiochi di simulazione automobilistica Pole Position come Z8002, una versione capace di gestire piccoli quantitativi di memoria.
Alcuni computer basati sullo Z8000, oltre alla serie System 8000 di ZiLOG, includono il C8000 di Onyx Systems, un sistema multi-utente basato su Unix, gli Olivetti M20, M30, M40, M50, M60 ed il sistema Unix Commodore 900. Alcune società produttrici di chip realizzarono lo Z8000, tra cui AMD, SGS-Ates, Hitachi e Sharp.
L'utilizzo in dispositivi militari può spiegare il motivo per cui lo Z8000 sia stato in vendita fino al 2012 nella versione CMOS Z16C01/02.
Per questo processore fu sviluppata una versione del sistema operativo Xenix